# Drusinae
Sous-famille
Drusinae est une sous-famille d'insectes de l'ordre des trichoptères, de la famille des limnéphilidés.

## Liste des genres et espèces
Liste des genres selon ITIS (8 mars 2014)
- genre Anomalopterygella Fischer, 1966
- genre Cryptothrix McLachlan, 1867
- genre Drusus Stephens, 1833
- genre Ecclisopteryx Kolenati, 1848
- genre Leptodrusus Schmid, 1955
- genre Metanoea McLachlan, 1880
- genre Monocentra Rambur, 1842

Genres et espèces selon NCBI (8 mars 2014)
- genre Anomalopterygella
  - Anomalopterygella chauviniana
- genre Cryptothrix
  - Cryptothrix nebulicola
- genre Drusus
  - Drusus alpinus
  - Drusus annulatus
  - Drusus balcanicus
  - Drusus biguttatus
  - Drusus bosnicus
  - Drusus botosaneanui
  - Drusus brunneus
  - Drusus chrysotus
  - Drusus croaticus
  - Drusus destitutus
  - Drusus discolor
  - Drusus discophorus
  - Drusus franzi
  - Drusus franzressli
  - Drusus improvisus
  - Drusus medianus
  - Drusus melanchaetes
  - Drusus mixtus
  - Drusus monticola
  - Drusus muelleri
  - Drusus nigrescens
  - Drusus radovanovici
  - Drusus ramae
  - Drusus rectus
  - Drusus romanicus
  - Drusus schmidi
  - Drusus spelaeus
  - Drusus trifidus
  - Drusus vespertinus
- genre Ecclisopteryx
  - Ecclisopteryx asterix
  - Ecclisopteryx dalecarlica
  - Ecclisopteryx guttulata
  - Ecclisopteryx madida
  - Ecclisopteryx malickyi
- genre Metanoea
  - Metanoea flavipennis
  - Metanoea rhaetica